# Битва при Танге
Битва при Танге (англ. Battle of Tanga; нем. Schlacht bei Tanga), также известная как Битва пчёл, — сражение на Африканском театре военных действий Первой мировой войны, произошедшее 3—5 ноября 1914 года.
Битва представляла собой неудачную атаку британского индийского экспедиционного корпуса «Б» под командованием генерал-майора Эйткена в попытке захватить Германскую Восточную Африку (современные Руанда, Бурунди и материковая часть Танзании) во взаимодействии с вторжением группы «С» рядом с Лонгидо на склонах горы Килиманджаро. Это было первое крупное сражение войны в Африке и первое британское поражение от значительно меньших по численности сил германских аскари и колонистов-добровольцев.

## Предпосылки

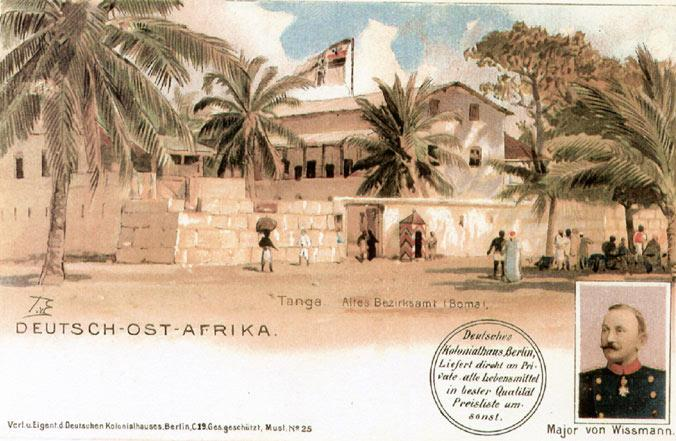
Танга в 1914 году.

Танга, расположенная в 80 км от границы Британской Восточной Африки, была важным портом Германской Восточной Африки и морским терминалом Усамбарской железной дороги. В начале Первой мировой войны Танга, согласно замыслу англичан, должна была быть обстреляна кораблями британского флота, но уже через некоторое время план, предусматривавший это, был пересмотрен. Между англичанами и немцами был заключен договор, гарантировавший нейтралитет страны, и Дар-эс-Салама и Танги, в войне в целом.
Однако, несмотря на заключение пакта, британцы не оставили намерений захватить Германскую Восточную Африку. Операцию планировалось проводить с использованием морских десантных войск. Однако эта десантная операция стала катастрофой для англичан. 2 ноября к Танге подошёл крейсер HMS Fox. Его командир Ф. Колфилд высадился на берег и потребовал сдачи гарнизона города в течение одного часа, а также проинформировать его о возможном минировании гавани порта. Спустя три часа ответа не последовало, а флаг Германской империи продолжал развеваться над городом. HMS Fox отбыл за подмогой в составе 14 войсковых транспортов, по причине чего немцы смогли подготовиться к атаке. К Танге подоспел Леттов-Форбек, благодаря чему в город прибыло подкрепление из 1000 человек.

## Ход битвы

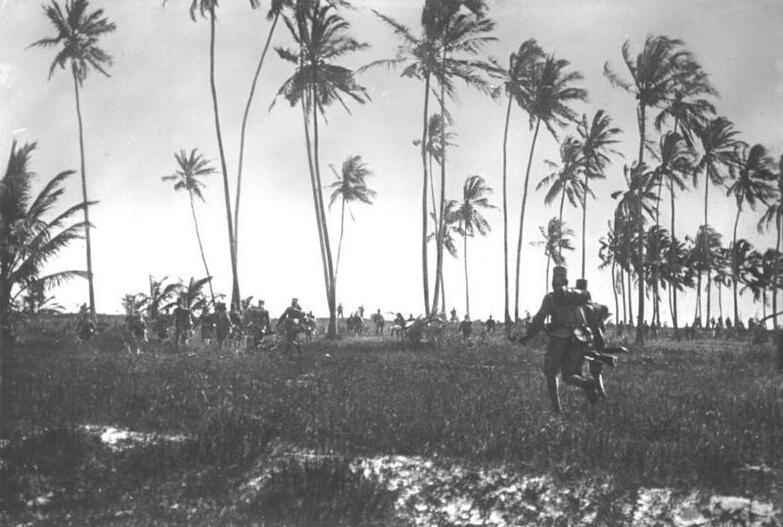
Аскари в перестрелке, предположительно, 1914 год, Танга.

В течение 2 и 3 ноября британские тральщики производили безуспешный поиск мин в гавани города. Одновременно англичане начали высадку войск и выгрузку припасов в двух точках — в порту и на пляже в трех милях к востоку от города. К вечеру 3 ноября на берег высадились практически все войска, за исключением 27-й батареи горной артиллерии и индийской сапёрной части. В полдень 4 ноября британские войска под командованием Эйткена двинулись к городу. Вскоре они попали под огонь отлично замаскированных позиций обороняющихся, и наступление захлебнулось. В джунглях и в городе завязались бои. Сикхи Кашмирского пехотного полка и войска 2-го Верноподданного Северо-ланкаширского полка, высадившиеся в порту, добились успеха. Они вошли в город, захватили здание таможни и гостиницу «Германский Кайзер» (нем. Hotel «Deutscher Kaiser») и подняли над ними флаг Великобритании. Но после этого продвижение англичан остановилось. Плохо обученные и вооруженные индийские батальоны 27-й Бангалорской бригады рассеялись и бежали с поля боя. 98-й пехотный полк был атакован несколькими роями пчёл и утратил боевой порядок. Пчелы нападали также и на немцев, и именно поэтому битва получила такое название. Британская пропаганда утверждала позже, что атака пчёл была якобы коварно спланирована немцами, рассказывая о проволочных растяжках, которые будто бы были заложены для возбуждения роев.. 13-й Раджпутский полк не сыграл значительной роли в сражении, так как его боевой дух был подорван в связи с бегством 63-го Паламкоттского легкопехотного полка.
Вскоре к немцам прибыло по железной дороге подкрепление в составе 7-й и 8-й стрелковых рот. К вечеру 4 ноября Леттов-Форбек бросил в бой последние резервы (13-ю и 4-ю роты Аскари) для охвата фланга и тыла британских войск. По всей линии фронта немецкие колониальные войска ударили в штыки «под звуки горнов и пронзительные племенные боевые кличи». По крайней мере 3 батальона Королевской Службы были бы полностью уничтожены, если бы не бежали с поля боя. Боевой порядок индийских войск был полностью сломлен, отступление превратилось в паническое бегство.
Тем не менее, численность англичан превышала численность немцев почти в 8 раз. Проявляя разумную осторожность, аскари и немцы решили выйти из боя и укрепиться, однако сконцентрировались в лагере в нескольких милях западнее Танги. Узнав об этом, Леттов-Форбек перенаправил войска в город, однако, по иронии судьбы, вплоть до рассвета 5 ноября Танга оставалась беззащитной. Но Эйткен приказал отходить.

## Последствия
Эвакуация британских войск на корабли длилась до поздней ночи. Ими было оставлено на берегу всё вооружение. Благодаря этому Леттов-Форбек перевооружил три роты Аскари. Утром 5 ноября британский разведчик — капитан Ричард Майнерцхаген — вступил в город с белым флагом, предоставив немцам медикаменты и письмо Эйткена, в котором он извинялся за обстрел больницы. Улицы Танги были усеяны трупами убитых и ранеными. Германские врачи и африканцы-санитары работали неутомимо, оказывая людям медицинскую помощь «вне зависимости от цвета их униформы».
Успешная оборона Танги была первой из многочисленных заслуг Леттова-Форбека в течение всей Восточно-Африканской кампании. Для британцев битва была практически катастрофой, они потеряли 360 человек убитыми и 487 ранеными. Потери обороняющихся составили 16 немцев и 55 аскари убитыми и 76 ранеными.
Немцы впоследствии освободили пленных британских офицеров, раненых или взятых в плен во время битвы, под честное слово не принимать более участия в боевых действиях